# Hoppen
Hoppen var en civil parish 1866–1887 när det uppgick i Lucker, nu i Adderstone with Lucker civil parish, i grevskapet Northumberland i England. Civil parish var belägen 17 km från Wooler och hade 27 invånare år 1881.